# نمور التاميل

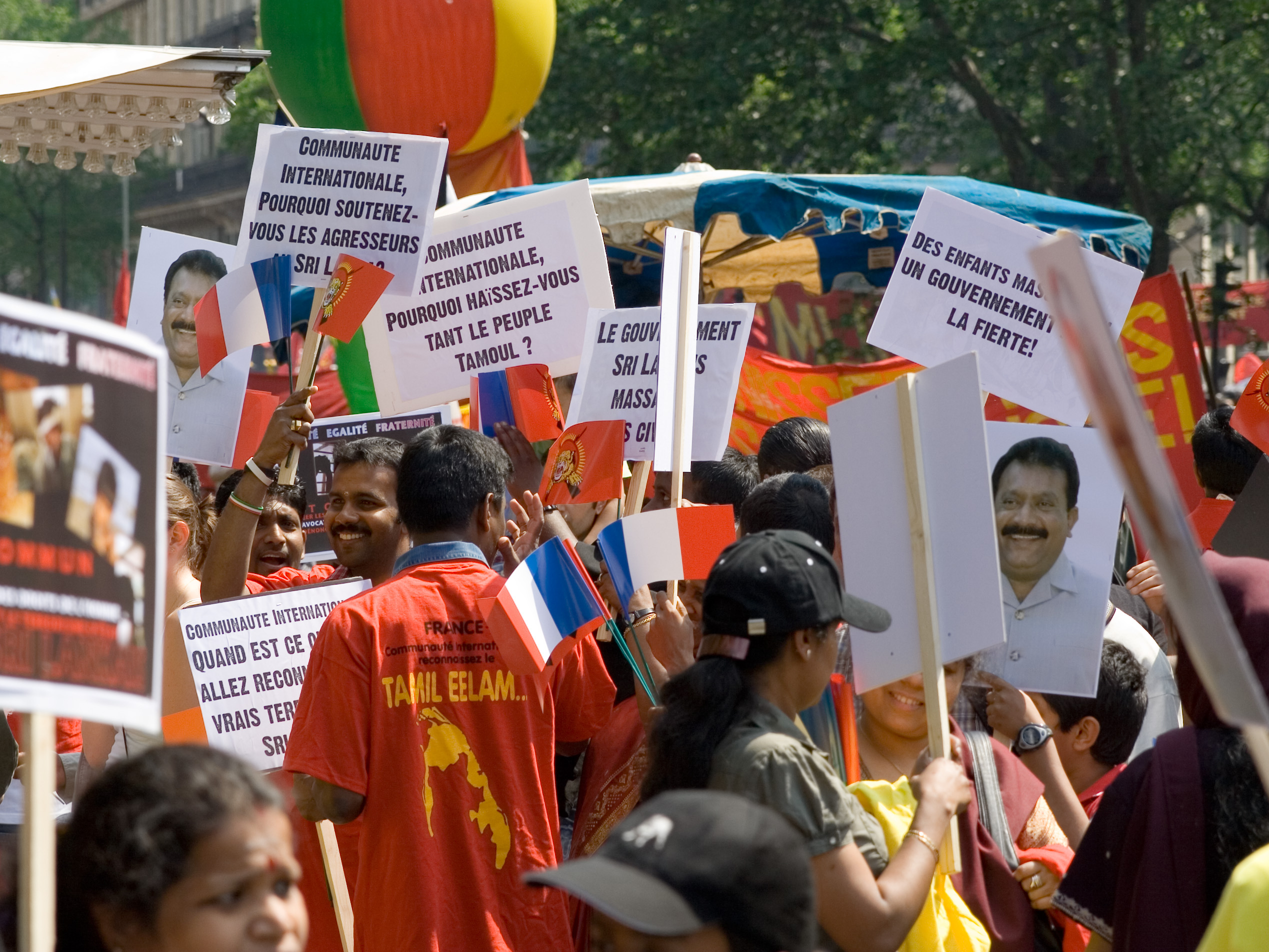
مظاهرة تأييد في باريس

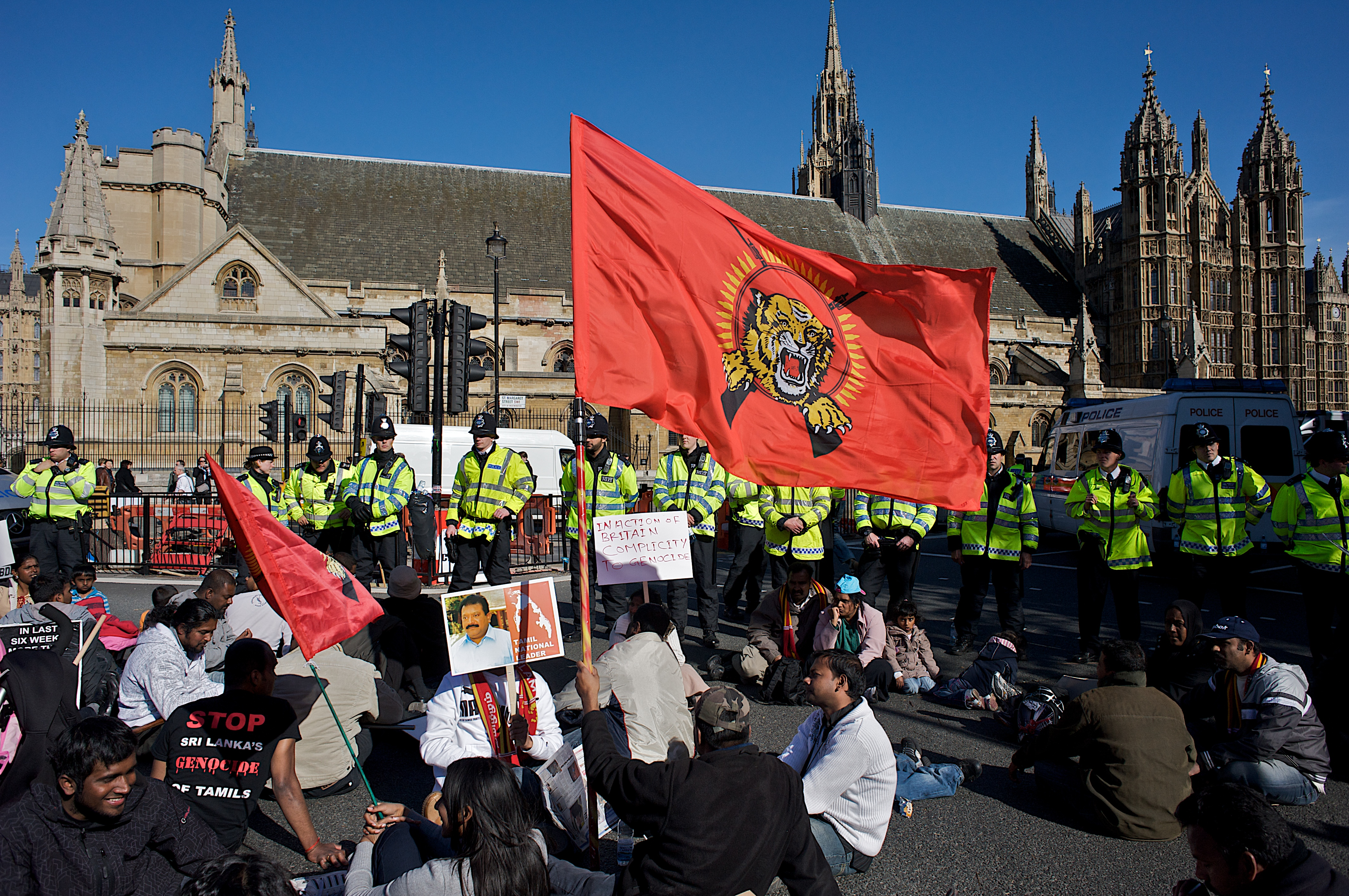
مظاهرة تأييد في لندن

كانت حركة نمور تحرير تاميل إيلام (باللغة: தமிழீழ விடுதலைப் புலிகள்) منظمة تاميلية مسلحة، مقرها شمال وشرق سريلانكا. ناضلت حركة نمور تحرير تاميل إيلام من أجل إنشاء دولة تاميلية مستقلة تسمى تاميل إيلام شمال شرق الجزيرة، ردًا على الاضطهاد العنيف والسياسات التمييزية ضد التاميل السريلانكيين من قبل الحكومة السريلانكية التي يهيمن عليها السنهاليون.
أشار زعيم حركة نمور تحرير تاميل إيلام، فيلوبيلاي برابهاكاران، إلى مذبحة عام 1958 ضد التاميل بكونها أحد العوامل المسببة لنزعته النضالية. وفي 1975، اغتال برابهاكاران عمدة جافنا، ألفريد دوراياباه، انتقامًا لحادث مؤتمر التاميل عام 1974. تأسست حركة نمور تحرير تاميل إيلام في 1976 ردًا على دستور سريلانكا لعام 1972 والذي نص على أن البوذية هي الدين الأساسي للبلاد، وأن اللغة السنهالية لغته الوطنية. شاركت نمور تحرير تاميل إيلام في هجمات على أهداف حكومية ورجال شرطة وسياسيين محليين وانتقلت إلى الاشتباكات المسلحة ضد الجيش السريلانكي. استمر القمع ضد التاميل السريلانكيين من قبل عصابات السنهاليين، لا سيما خلال مذبحة عام 1977 المناهضة للتاميل وحرق مكتبة جافنا العامة عام 1981. في أعقاب مذبحة يوليو 1983 التي نفذتها عصابات السنهاليين ضد التاميل، والتي عرفت بعد ذلك باسم يوليو الأسود، بدأ تصعيد نمور تحرير التاميل إيلام للصراع المتقطع إلى تمرد وطني شامل، والذي بدأ الحرب الأهلية السريلانكية. في هذا الوقت، اعتُبرت حركة نمور تحرير تاميل إيلام أكثر الجماعات المسلحة التاميلية هيمنة في سريلانكا. وبرزت أيضًا بكونها واحدة من أقوى جماعات حرب العصابات في العالم.
بدأت حركة نمور تحرير تاميل إيلام بمجموعة حرب عصابات، ثم أصبحت تدريجيًا مشابهة للقوات المسلحة التقليدية، بجناح عسكري متطور يضم البحرية، وقوة جوية، وجناح استخباراتي، ووحدة هجمات انتحارية خاصة. روجت حركة نمور تحرير تاميل إيلام لاستخدام السترة الناسفة سلاحًا وأتقنته بحرفية عالية، وهو تكتيك تستخدمه اليوم العديد من المنظمات المسلحة. اكتسبت حركة نمور تحرير تاميل إيلام سمعة سيئة لاستخدامها النساء والأطفال في القتال، وتنفيذ عدد من الاغتيالات البارزة، بما في ذلك اغتيال رئيس الوزراء الهندي السابق راجيف غاندي عام 1991، والرئيس السريلانكي راناسينغ بريماداسا عام 1993. ونتيجة لذلك، صنفت 33 دولة حركة نمور تحرير تاميل إيلام منظمة إرهابية، بما في ذلك الاتحاد الأوروبي وكندا والولايات المتحدة والهند.
وعلى مدار الصراع، كثيرًا ما تبادلت حركة نمور تحرير تاميل إيلام السيطرة على الأراضي الواقعة في الشمال الشرقي مع الجيش السريلانكي، إذ دخل الطرفان في مواجهات عسكرية عنيفة. شاركت الحركة في أربع جولات فاشلة من محادثات السلام مع الحكومة السريلانكية وبلغت ذروتها عام 2000، حين كانت الحركة تسيطر على 76% من مساحة اليابسة في المقاطعات الشمالية والشرقية من سريلانكا. ترأس برابهاكاران المنظمة منذ إنشائها حتى وفاته في 2009. قُتل ما لا يقل عن 100,000 شخص في الحرب الأهلية، وكثير منهم من التاميل السريلانكيين. غادر 800,000 شخص من التاميل السريلانكيين سريلانكا إلى وجهات مختلفة، بما في ذلك أوروبا وأمريكا الشمالية وآسيا.

## التاريخ

### خلفية تاريخية
يُزعم أن الاختلالات الاثنية التاريخية بين السكان السنهاليين والتاميل هي ما وضع حجر الأساس لحركة نمور تحرير تاميل إيلام. حاولت الحكومات السريلانكية بعد الاستقلال الحد من الوجود المتزايد لأقلية التاميل في الوظائف الحكومية، مما أدى إلى التمييز الاثني، وزرع بذور الكراهية وسياسات الانقسام بما فيها «قانون استخدام اللغة السنهالية فقط» وأعمال الشغب المناهضة للتاميل، التي أدت إلى ظهور أيديولوجيات انفصالية لدى العديد من قادة التاميل. بحلول سبعينيات القرن العشرين، استُخدم النضال السياسي السلمي في بدايته من أجل إقامة دولة تاميلية مستقلة مبررًا للتمرد الانفصالي العنيف الذي قادته حركة نمور تحرير تاميل إيلام.
في مطلع سبعينيات القرن العشرين، أدخلت حكومة الجبهة المتحدة في سيريمافو باندارانايكا سياسة التوحيد المعياري لتقليص عدد الطلاب التاميل المختارين لكليات معينة في الجامعات. وفي 1972، أضافت الحكومة حصة معيارية لكل منطقة ولكل لغة. شكل طالب يدعى ساتياسيلان رابطة طلاب التاميل لمواجهة ذلك. تألفت هذه المجموعة من شباب التاميل الذين دافعوا عن حقوق الطلاب في التسجيل العادل. ظهرت نواة أول جماعة تاميلية متمردة، متأثرة بانتفاضة 1971 الفاشلة التي قادها جاناثا فيموكثي بيرامونا. تألفت من نحو 40 شابًا من شباب التاميل، كان من بينهم بونوثوراي سيفاكوماران (أصبح لاحقًا، زعيم مجموعة سيفاكوماران)، و كيه. باثمانابا (أحد الأعضاء المؤسسين لمنظمة الطلاب الثورية الإيلامية إي. آر. أو. إس.)، وفيلوبيلاي برابهاكاران ذو 18 عامًا والقادم من فالفتيثوري.
في 1972، تعاون برابهاكاران مع تشيتي ثانابالاسينغهام في جافنا لتشكيل حركة نمور التاميل الجدد (تي. إن. تي.)، وكان ثانابالاسينغهام قائدًا لها. بعد مقتله، تولى برابهاكاران قيادة الحركة. في الوقت نفسه، شارك كل من ناداراجاه ثانجاثوراي وسيلفاراجاه يوغاشاندران (المعروف بلقبه الحربي كوتيماني) في مناقشات للتمرد على الحركة، وأسسا لاحقًا (في عام 1979) منظمة منفصلة تسمى منظمة تحرير تاميل إيلام (تي. إي. إل. أو.) بهدف شن حملة من أجل تأسيس إيلام تاميل مستقلة. شاركت هذه المجموعات، إلى جانب بونوثوراي سيفاكوماران - وهو شخصية بارزة أخرى في الكفاح المسلح - في العديد من عمليات الكر والفر ضد سياسيين من التاميل موالين للحكومة وضد شرطة سريلانكا والإدارة المدنية خلال مطلع سبعينيات القرن العشرين. وشملت هذه الهجمات إلقاء قنابل على منزل وسيارة عمدة جافنا، ألفريد دوراياباه، التابع لحزب الحرية السريلانكي، ووضع قنبلة في كرنفال أقيم على ملعب مدينة جافنا (اسمه اليوم «ملعب دوراياباه») وسرقة بنك نيرفلي. أثار حادث مؤتمر التاميل عام 1974، الذي أسفر تدخل الشرطة السريلانكية خلاله عن مقتل 11 شخص، غضب هذه الجماعات المسلحة. حاول كل من سيفاكوماران وبرابهاكاران اغتيال دوراياباه انتقامًا للحادث. انتحر سيفاكوماران في 5 يونيو 1974، للإفلات من قبضة الشرطة. وفي 27 يوليو 1975، اغتال برابهاكاران دوراياباه، الذي وصفته جبهة تحرير التاميل المتحدة (تي. يو. إل. إف.) والمتمردين على حد سواء بأنه «خائن». أطلق برابهاكاران النار على العمدة وقتله أثناء زيارته لمعبد كريشنان في بونالاي.

### التأسيس والصعود إلى السلطة
تأسست حركة نمور تحرير تاميل إيلام في 5 مايو 1976 خلفًا لحركة نمور التاميل الجدد، وأصبح أوما ماهيسواران زعيمًا لها، وبرابهاكاران قائدها العسكري. وعُينت لجنة من خمسة أعضاء. ذُكر أن برابهاكاران سعى إلى «إعادة تشكيل حركة نمور التاميل الجدد (تي. إن. تي.) القديمة / نمور تحرير تاميل إيلام الجديدة لتصبح قوة قتالية نخبوية، وماهرة لا ترحم، وعلى درجة عالية من الاحتراف»، على حد قول خبير الإرهاب روهان غوناراتنا. أبقى برابهاكاران أعداد المجموعة صغيرة وحافظ على مستوى عال من التدريب. نفذت نمور تحرير تاميل إيلام هجمات سرية ضد أهداف حكومية مختلفة، بما في ذلك رجال الشرطة والسياسيون المحليون.

### دعم جبهة تحرير التاميل المتحدة
دعم زعيم جبهة تحرير التاميل المتحدة (تي. يو. إل. إف.) أبابيلاي أميرثالينغام، المنتخب عام 1977 زعيمًا للمعارضة في برلمان سريلانكا، نمور تحرير تاميل إيلام سرًا. اعتقد أميرثالينغام أنه إذا تمكن من السيطرة على الجماعات التاميلية المتمردة، فسيؤدي ذلك إلى تعزيز موقفه السياسي والضغط على الحكومة للموافقة على منح الحكم الذاتي السياسي للتاميل. وهكذا قدم رسائل توصية إلى نمور تحرير تاميل إيلام وإلى جماعات متمردة أخرى من التاميل لجمع الأموال. كانت كل من أوما ماهيسوران (مسّاح أراضي سابق) وأورميلا كاندياه، أول عضو امرأة في حركة نمور تحرير تاميل إيلام، عضوين بارزين من جناح الشباب في الجبهة. قدم أميرثالينغام برابهاكاران إلى إن. إس. كريشنان، الذي أصبح فيما بعد أول ممثل دولي لنمور تحرير تاميل إيلام. كان كريشنان هو الذي قدم برابهاكاران إلى أنطون بالاسينغهام، الذي أصبح لاحقًا كبير الاستراتيجيين السياسيين وكبير المفاوضين في حركة نمور تحرير تاميل إيلام، التي انقسمت لأول مرة في 1979. تبين أن أوما ماهيسواران على علاقة حب مع أورميلا كانديا، وهو ما كان مخالفًا لقواعد سلوك نمور تحرير تاميل إيلام، فطرده برابهاكاران، وشكل ماهيسواران منظمة التحرير الشعبية لتاميل إيلام (بي. إل. أو. تي. إي.) في 1980.